# August Druckenmüller
August Druckenmüller (* 11. Juli 1840 in Trier; † 5. Dezember 1896 in Berlin) war ein deutscher Ingenieur und Stahlbau-Fabrikant in Berlin.
August Druckenmüller studierte am Polytechnikum Zürich Ingenieurwissenschaften. Hier schloss er sich 1861 dem Corps Rhenania an.
1865 gründete er in Berlin eine Stahlbaufirma. Daraus wurde eines der ältesten Berliner Unternehmen des Brücken-, Komplett- und Stahlhochbaus, das 137 Jahre lang Stahlkonstruktionen fertigte und montierte und erst im Jahr 2002 aufgelöst wurde. 
August Druckenmüller ist auf dem Alten St.-Matthäus-Kirchhof Berlin-Schöneberg beigesetzt.
Zu Ehren von Druckenmüller wurde nach ihm in Berlin-Schöneberg die Brücke des Sachsendamms über den Berliner Stadtring, die August-Druckenmüller-Brücke, benannt.